# Plano de Benz
En matemáticas, un plano de Benz es un tipo de estructura geométrica bidimensional, que lleva el nombre del matemático alemán Walter Benz. El término se aplicó a un grupo de objetos que surgen de un sistema axiomático común de ciertas estructuras y se dividieron en tres familias, que se introdujeron por separado: el plano de Möbius, el plano de Laguerre y el plano de Minkowski.

## Plano de Möbius

Plano de Möbius clásico: modelo 2d/3d

Tomar como entorno de partida el plano euclídeo real para fusionar el conjunto de líneas rectas con el conjunto de círcunferencias con el propósito de formar un conjunto de bloques, da como resultado una estructura de incidencia no homogénea: tres puntos distintos determinan un bloque, pero las líneas rectas se distinguen como un conjunto de bloques que se intersecan mutuamente en un único punto (o en ningún punto cuando son paralelas), sin posibilidad de ser tangentes. Agregar al conjunto de puntos del plano un nuevo punto adicional en el {\displaystyle \infty }, definido para que se encuentre en todas las líneas rectas, da como resultado que cada bloque (cada uno de los elementos del conjunto de todas las rectas y las circunferencias del plano) esté determinado por exactamente tres puntos, así como la intersección de dos bloques cualesquiera siga un patrón uniforme (que se crucen en dos puntos, que sean tangentes, o que no presenten intersección alguna). Esta geometría homogénea se llama geometría inversa clásica o plano de Möbius. La falta de homogeneidad de la descripción (líneas rectas, circunferencias, nuevo punto) puede verse como no sustancial empleando un modelo tridimensional. Si se usa una proyección estereográfica, se puede considerar que el plano clásico de Möbius es isomorfo a la geometría de las secciones planas (circunferencias) de una esfera en el espacio tridimensional euclídeo.
De manera análoga  al plano proyectivo (axiomático), un plano de Möbius (axiomático) define una estructura de incidencia. Los planos de Möbius también pueden construirse sobre cuerpos numéricos distintos del de los números reales.

## Plano de Laguerre

Plano de Laguerre clásico: modelo 2d/3d

Partiendo nuevamente de {\displaystyle \textstyle \mathbb {R} ^{2}} y tomando como bloques las curvas con ecuaciones {\displaystyle y=ax^{2}+bx+c} (parábolas y rectas), es efectiva la siguiente homogeneización: se añade a la curva {\displaystyle y=ax^{2}+bx+c} el nuevo punto {\displaystyle (\infty ,a)}. Por lo tanto, el conjunto de puntos es {\displaystyle (\mathbb {R} \cup {\infty })\times \mathbb {R} }. Esta geometría de parábolas se llama plano de Laguerre clásico (originalmente fue diseñado como la geometría de líneas rectas y de circunferencias orientadas, si bien ambas geometrías son isomorfas).
Al igual que en el caso del plano de Möbius, existe un modelo tridimensional: la geometría de las secciones elípticas generadas por los planos que cortan un cilindro ortogonal (en {\displaystyle \mathbb {R} ^{3}}). Una abstracción conduce (análogamente a lo que sucede con el plano de Möbius) al plano axiomático de Laguerre.

## Plano de Minkowski

Plano de Minkowski clásico: modelo 2d/3d

Partiendo de {\displaystyle \mathbb {R} ^{2}} y fusionando las rectas {\displaystyle y=mx+d,m\neq 0} con las hipérbolas {\displaystyle y={\tfrac {a}{x-b}}+c,a\neq 0} para obtener el conjunto de bloques, la siguiente idea homogeneiza la estructura de incidencia: se suma a cualquier recta el punto
{\displaystyle (\infty ,\infty )} y a cualquier hipérbola {\displaystyle y={\tfrac {a}{x-b}}+c,a\neq 0} los dos puntos {\displaystyle (b,\infty ),(\infty ,c)}. Por lo tanto, el conjunto de puntos es {\displaystyle (\mathbb {R} \cup \{\infty \})^{2}}. Esta geometría de las hipérbolas se llama plano clásico de Minkowski.
De manera análoga al caso de los planos clásicos de Möbius y de Laguerre, existe un modelo tridimensional: el plano clásico de Minkowski es isomorfo a la geometría de las secciones planas de un hiperboloide de una hoja (cuádrica no degenerada de índice 2) en un espacio proyectivo tridimensional. De manera similar a los dos primeros casos, se obtiene el plano (axiomático) de Minkowski.

## Geometrías de círculos planos o planos de Benz
Debido al papel esencial del círculo (considerado como el sección cónica no degenerado en un plano proyectivo) y a la descripción plana de los modelos originales, los tres tipos de geometrías se subsumen a las geometrías de círculos planos o en honor a Walter Benz, quien consideró estas geometrías. estructuras desde un punto de vista común, planos de Benz.